# Anthaxia deleta
Anthaxia deleta es una especie de escarabajo del género Anthaxia, familia Buprestidae. Fue descrita científicamente por Heer en 1865.